# پیکوپلاتین
پیکوپلاتین (به انگلیسی: Picoplatin) یک ترکیب شیمیایی با شناسه پاب‌کم ۱۷۷۳۵۸ است.